# Pachyvaranus crassispondylus
Pachyvaranus crassispondylus — вид ящірок родини Варанові (Varanidae). Відомо 7 знахідок скам'янілостей виду у Марокко та 2 знахідки у Сирії. Голотип MNHN PMC 1 знайдений у відкладеннях формування Юсуфія в Марокко. Вид існував у кінці крейдяного періоду, 70-66 млн років тому.